# 819, route de la Pointe
 (avril 2025).
819, route de la Pointe est un résidence patrimoniale construite en 1863 proche de la municipalité de Chambord.

## Voir plus